# Trypeticus venator
Trypeticus venator är en skalbaggsart som först beskrevs av Lewis 1884.  Trypeticus venator ingår i släktet Trypeticus och familjen stumpbaggar. Inga underarter finns listade i Catalogue of Life.